# Partido de la Solidaridad Nacional (Singapur)
El Partido de la Solidaridad Nacional (en inglés: National Solidarity Party; en chino simplificado: 国民团结党; en chino tradicional: 國民團結黨; pinyín: Guó Mín Tuán Jié Dǎng; en tamil: தேசிய ஒருமைப்பாட்டுக் கட்சி) es un partido político singapurense de ideología liberal progresista fundado el 6 de marzo de 1987 por antiguos miembros del Frente Unido y el Partido Demócrata de Singapur (SDP).
Aunque ha sido una de las formaciones políticas de mayor duración del país, solo consiguió ingresar al Parlamento de Singapur en una ocasión, tras las elecciones de 2001, cuando Steve Chia asumió como Miembro del Parlamento No Circunscripcional (NCMP) tras ser uno de los candidatos derrotados con mejor desempeño. En dicha elección había formado parte de la Alianza Democrática de Singapur (SDA), junto con otros partidos opositores. Fue la primera formación en abandonar la coalición, en 2006. El partido es mayormente conocido en la escena política por sus constantes crisis internas y el hecho de que sus secretarios generales abandonaron la formación después de haber ejercido su liderazgo para fundar otros partidos, destacando formaciones como Voz de los Pueblos (PV), o unirse a otras formaciones políticas ya existentes.